# Effets du tourisme sur l'environnement
 (mai 2022).
Si vous disposez d'ouvrages ou d'articles de référence ou si vous connaissez des sites web de qualité traitant du thème abordé ici, merci de compléter l'article en donnant les références utiles à sa vérifiabilité et en les liant à la section « Notes et références ».

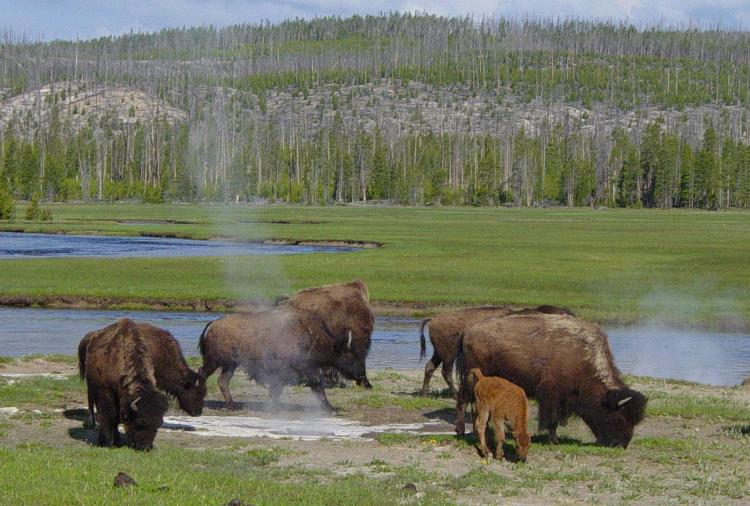
Le Parc national de Yellowstone accueille 3 millions de visiteurs par an

Les Effets du tourisme sur l'environnement sont multiples et planétaires, depuis son développement. Le tourisme est un contributeur important aux émissions de gaz à effet de serre qui accélèrent les effets du dérèglement climatique.

## Dégradation de l'environnement
L'augmentation constante du tourisme international est une conquête de la mondialisation, cela grâce à un transport de longue distance de moins en moins cher (bus de tourisme et transport aérien notamment). Cela provoque plusieurs types de dégâts sur l'environnement :
- Le tourisme participe aux émissions de gaz à effet de serre (responsables du dérèglement climatique) - a fortiori les vols long courrier type Paris - New-York - et accroît la consommation de carburant en générant de nouveaux déplacements ;
- Il engendre d'importantes pollutions (air, sols, eaux), y compris un volume conséquent de déchets, ainsi que des nuisances sonores (avions...).
- La construction d'infrastructures touristiques n'est pas toujours respectueuse de l'environnement, il a un impact sur les milieux écologiques, la faune, la flore et les paysages (exemples : l'aspect actuel du Cap d'Agde, les clubs de vacances en bordure de rivages un peu partout dans le monde, etc. la Corse, la côte bretonne occupée par les Anglais, la Côte d'Azur,  aujourd'hui le Maroc, ainsi que la côte croate, etc[2] ou les Seychelles apparaissent comme des contre-exemples).

## Effets bénéfiques
On peut opposer à cette analyse celle considérant l’environnement comme un bien de luxe, au même titre que le tourisme. Les touristes ne cherchent pas vraiment à visiter des contrées polluées. Le développement du tourisme mondial peut se révéler comme un encouragement à la protection de l’environnement. Les régions touristiques ont donc intérêt à préserver leurs atouts naturels, voire à les développer.

## Effets par pays

### Effets du tourisme en France
La France est la première destination touristique mondiale. En 2021, l'ADEME a présenté le premier bilan carbone du tourisme en France. Il révélait notamment que le secteur touristique était responsable de 11 % des émissions de l'inventaire national de GES : comme le tourisme représente 8 % du PIB, son intensité carbone est donc plus importante que d'autres secteurs. 
Les mobilités sont responsables de trois quarts des émissions totales du secteur, notamment le trajet domicile - lieu de vacances.
Le tourisme est donc un contributeur important aux émissions de gaz à effet de serre(GES) qui accélèrent les effets du dérèglement climatique. Or le tourisme est lui-même directement affecté par ce dérèglement. En témoignent les incendies sur le bassin d’Arcachon qui ont détruit plusieurs campings en 2022, la tempête meurtrière en Corse au cœur de l’été qui a dévasté des campings, la baisse du niveau des rivières qui ont rendu impossibles certaines activités nautiques, les canicules à répétition qui ont perturbé les activités de loisirs, la progression de l’érosion du trait de côte qui menace certains hébergements touristiques...